# Włodzimierz Siwiński (inżynier)
Włodzimierz Józef Siwiński (1911–1986) – inżynier, porucznik saperów Wojska Polskiego, kapitan  Polskich Sił Zbrojnych, kawaler Orderu Virtuti Militari.

## Życiorys
Włodzimierz Józef Siwiński urodził się 20 października 1911 roku w Topoli Królewskiej koło Łęczycy, w rodzinie ziemiańskiej (herbu Korczak). W latach 1930–1933 był słuchaczem Szkoły Podchorążych Inżynierii w Warszawie. 15 sierpnia 1933 został mianowany podporucznikiem ze starszeństwem z dniem 15 sierpnia 1932 i 39. lokatą w korpusie oficerów inżynierii i saperów oraz otrzymał przydział do 5 Batalionu Saperów w Krakowie. 1 lutego 1935 roku został przeniesiony do 23 Kompanii Saperów w Katowicach na stanowisko dowódcy plutonu
W kampanii wrześniowej 1939 w stopniu porucznika walczył jako dowódca 2 kompanii 23 Górnośląskiego Batalionu Saperów. Odegrał on kluczową rolę w budowie mostu na galarach pod Baranowem Sandomierskim (pełnił funkcję oficera czołowego). Za akcję pod Baranowem odznaczony został Krzyżem Srebrnym Orderu Virtuti Militari. Po kapitulacji Armii „Kraków” w dniu 23 września 1939 roku nie poszedł do niewoli, lecz przedostał się do Rumunii, a stamtąd do Francji. Kampanię francuską 1940 roku odbył jako dowódca kompanii w 2 Kaniowskim Batalionie Saperów. Za udział w walkach we Francji odznaczony Krzyżem Walecznych. Po klęsce Francji przekroczył na rozkaz wraz ze swoją kompanią granicę Szwajcarii, gdzie został internowany. W 1944 roku po ucieczce z internowania przedostał się do Anglii, gdzie po awansie do stopnia kapitana zastał go koniec wojny.
Do Polski wrócił pierwszym transportem na statku „Banfora”, jedynym, który powrócił do kraju na prawach regularnego wojska, w zwartym oddziale, z bronią. W latach 1946–1951 pracował we Wrocławiu, m.in. kierował odbudową wiszącego Mostu Grunwaldzkiego (wyjątkowo trudne przedsięwzięcie inżynierskie, zwłaszcza przy bardzo ograniczonych środkach technicznych, jakimi dysponowano). Nostryfikował na Politechnice Wrocławskiej dyplom inżyniera wojskowego, uzyskując tytuł inżyniera budownictwa lądowego. W 1951 roku przeniesiony służbowo do Krakowa, gdzie mieszkał do śmierci. Budował Nową Hutę, Politechnikę Krakowską i Kielecką oraz Petrochemię Płocką. Zmarł 30 września 1986 w Krakowie. Jest pochowany w zabytkowej części Cmentarza Rakowickiego w Krakowie.

## Ordery i odznaczenia
- Krzyż Srebrny Orderu Wojennego Virtuti Militari
- Krzyż Walecznych